# Klampenborgbanen
Klampenborgbanen er en jernbane mellem Hellerup og Klampenborg. Banen er den korteste af de seks radiale S-baner i København. Den løber parallelt med Kystbanen og betjener boligområderne i det østlige Gentofte og populære udflugtsmål som Charlottenlund Slot, Bellevue Strand, Dyrehavsbakken og Jægersborg Dyrehave.
Banen er forbundet med Nordbanen i Hellerup, og de fleste tog kommer fra og fortsætter videre ad denne til Københavns Hovedbanegård. Om natten og ved en del sporarbejder betjenes Klampenborgbanen dog af tog fra Ringbanen.

## Historie
19. februar 1861 vedtog Rigsdagen en anlægslov, der førte til, at Det Sjællandske Jernbane-Selskab 14. december 1861 blev meddelt koncession til at bygge en bane fra Københavns Hovedbanegård til Helsingør over Hillerød med forgrening i Hellerup og herfra en sidebane til Klampenborg. Anlægsloven blev noget usædvanligt vedtaget uden forudgående forhandlinger med jernbaneselskabet og uden detaljerede planer for anlægget. Ved selskabets generalforsamling 10. april 1861 bemyndigede selskabets aktionærer dog bestyrelsen til straks at påbegynde projekteringen af banen.
Særligt linjeføringen ud af byen fra Hovedbanegården (Københavns 1. Hovedbanegård) var genstand for debat. I maj 1862 fremlagde jernbaneselskabet planer for opførelsen af en filialbanegård nord for Vesterbros Passage (nuværende Vesterbrogade), men disse mødte modstand i offentligheden, især fordi de ville medføre en jernbaneoverskæring i niveau ved Vesterbros Passage. Selvom der allerede var udført ekspropriationer og jordarbejder, skiftede man kurs og planlagde i stedet anlæggelsen af en helt ny hovedbanegård nord for Vesterbros Passage. En entusiastisk indenrigsminister Orla Lehmann sørgede for, at Rigsdagen 13. marts 1863 kunne vedtage anlæggelsen af Københavns 2. Hovedbanegård.
Jordarbejderne begyndte i marts 1862, og 22. juli 1863 – 16 måneder efter, og kun 5 måneder efter beslutningen om anlægget af en ny hovedbanegård – indviedes sidebanen til Klampenborg, mens hovedbanen nord for Hellerup først blev taget i brug 1. oktober samme år. Man havde fremskyndet arbejdet med Klampenborgbanen mest muligt for at sikre sig indtægterne fra sommersæsonen. Banen var nemlig primært tænkt som en “skovtursjernbane” med endestation tæt på attraktioner som Dyrehavsbakken, Jægersborg Dyrehave og Bellevue Strand. Forventningerne blev indfriet: Banen var en bragende succes fra første dag.
På den nye hovedbanegård afvikledes trafikken fra en selvstændig banegårdsbygning benævnt Klampenborgbanestationen, Station II eller Den mindre Banegaard i Kjøbenhavn. Denne station blev også midlertidigt brugt af nordbanetog, indtil hovedstationen, Station I, blev taget i brug 14. oktober 1864. I perioden 1864-74 var Klampenborgbanestationen lukket i vinterhalvåret, hvor udflugtstrafikken var beskeden, og i stedet afgik tog til Klampenborg fra hovedstationen.
Fra Hovedbanegården gik banen over dæmningen ved Sankt Jørgens Sø til den nu nedlagte Nørrebro Station (indviet i 1886) i den nuværende Nørrebroparken. Herfra fortsatte den til Tagensvej og videre langs den nuværende Rovsingsgade, der blev anlagt langs banens vestside (gaden blev dog først navngivet i 1927). Fra overskæringen af Kongevejen (nuværende Lyngbyvej), fulgtes den eksisterende linjeføring over Hellerup til Klampenborg. Stationerne uden for København blev alle tegnet af V.C.H. Wolf.
Da man var usikker på interessen for den korte sidebane, havde man forsigtigt kun anlagt enkeltspor mellem Hellerup og Klampenborg. Passagertallet steg dog støt, og i 1870'erne havde man nået grænsen for det enkeltsporede banes kapacitet trods indsættelsen af toetagersvogne. Man anlagde derfor det 2. hovedspor mellem Hellerup og Klampenborg, der blev taget i brug 1. april 1877. Det nye spor blev anlagt på østsiden af det eksisterende.
I 1897 indviedes Kystbanen, der mellem Hellerup og Klampenborg delte spor med Klampenborgbanen.
Da Boulevardbanens østlige dobbeltspor blev indviet 1. december 1917, flyttedes trafikken mod Klampenborg hertil, og den gamle Klampenborgbanestation blev nedlagt. Strækningen over Nørrebro var dog fortsat en del af Nordbanen frem til 1. oktober 1921, hvor også Boulevardbanens vestlige dobbeltspor og dets fortsættelse til Hellerup blev taget i brug. Den indre del blev herefter nedlagt, mens der på strækningen fra Nørrebro til Hellerup blev indsat tog i pendulfart, fra 1926 med stop ved Lyngbyvej Trinbræt (senere erstattet af den nuværende Ryparken Station). Strækningen mellem Nørrebro og Lyngbyvej blev i 1930 erstattet af den nuværende ringbane, der ligger et stykke vest for den gamle klampenborgbane.
Mens passagertallene på Kystbanen i starten havde været skuffende, begyndte der i 1920'erne at opstå trængsel på skinnerne. Desuden blev det for besværligt at have lokaltog til Klampenborg og regionaltog til Helsingør på de samme to spor. Allerede i forbindelse med planlægningen af Københavns 3. Hovedbanegård (den nuværende) havde man i 1903 eksproprieret jord til anlæg af et nyt dobbeltspor mellem Hellerup og Klampenborg, men selve anlægsarbejdet blev først sat i gang i 1919. I årene 1921-24 anlagdes en række viaduktanlæg til erstatning for jernbaneoverskæringer i niveau, der med den stigende trafik var blevet både upraktiske og farlige. Mellem Hellerup og Charlottenlund blev de nye spor lagt vest for den eksisterende banelinje, mens anlægget mellem Charlottenlund og Klampeborg skete på østsiden. Det nye dobbeltspor blev taget i brug 15. maj 1928.
Ved Klampenborgbanens indvielse var der kun ca. 800 indbyggere i og omkring Ordrup, hvorfor der ikke var passagergrundlag for en station her. Indbyggertallet voksede dog med tiden, og efter pres fra de lokale blev Ordrup Station indviet i 1924.
Den store udflugtstrafik (så sent som 1950 var søndagen Klampenborgbanens travleste dag) gjorde Klampenborgbanen til et oplagt valg med hensyn til elektrificeringen af de københavnske jernbaner. Den første S-togs-strækning, der blev indviet 3. april 1934, gik ad Klampenborgbanen fra Klampenborg til Hellerup og videre over Vanløse til Frederiksberg. 15. maj samme år blev det vestlige dobbeltspor mellem Hellerup og København H ligeledes omdannet til S-bane.
Efterhånden som en stor del af den københavnske befolkning er flyttet væk fra centrum, er Klampenborgbanens søndagstrafik blevet mindre vigtig, men i stedet er der kommet en del pendlertrafik.

## Stationer
| Navn           | Km   | Linje | Åbning            | S-tog         | Bemærkninger                        |
| -------------- | ---- | ----- | ----------------- | ------------- | ----------------------------------- |
| København H    | 0,0  |       | 30. november 1911 | 15. maj 1934  |                                     |
| Vesterport     | 0,5  |       | 15. maj 1934      | 15. maj 1934  |                                     |
| Nørreport      | 1,5  |       | 1. juli 1918      | 15. maj 1934  | skift til metro                     |
| Østerport      | 3,1  |       | 2. august 1897    | 15. maj 1934  | hed Østerbro til 1934               |
| Nordhavn       | 4,5  |       | 15. maj 1934      | 15. maj 1934  |                                     |
| Svanemøllen    | 5,8  |       | 15. maj 1934      | 15. maj 1934  | Også Hareskovbanen og Nordbanen     |
| Hellerup       | 7,8  |       | 22. juli 1863     | 3. april 1934 | Også Nordbanen; skift til Ringbanen |
| Charlottenlund | 10,3 |       | 22. juli 1863     | 3. april 1934 |                                     |
| Ordrup         | 11,6 |       | 1. juli 1924      | 3. april 1934 |                                     |
| Klampenborg    | 13,3 |       | 22. juli 1863     | 3. april 1934 |                                     |

## Betjening
Klampenborgbanen betjenes af S-togslinje C, som standser ved alle stationer. Fra Københavns Hovedbanegård fortsætter linje C ad Frederikssundsbanen til Ballerup og Frederikssund.
Før 1979 blev strækningen til Klampenborg primært betjent af linje A.
I myldretiden har Ringbanen, der ellers har endestation i Hellerup, tidligere været forlænget til Klampenborg, men denne praksis er ophørt med 2007-køreplanen; i stedet har linje C fået dobbelt så mange afgange det meste af dagen. Siden 2012 betjenes Klampenborgbanen dog af  linje F nat efter fredag og lørdag, hvor linje C til gengæld er afkortet til København H. Ved sporarbejder sker det også af og til, at linje F bliver forlænget til Klampenborg som erstatning for linje C.